# Större violbrokmal
Större violbrokmal (Pancalia schwarzella) är en fjärilsart som först beskrevs av Fabricius 1798.  Större violbrokmal ingår i släktet Pancalia, och familjen fransmalar. Arten är reproducerande i Sverige.